# Sainte-Aurélie
Ne doit pas être confondu avec Sainte Aurélie.
Sainte-Aurélie est une municipalité dans la municipalité régionale de comté des Etchemins au Québec (Canada), située dans la région administrative de Chaudière-Appalaches. Traversée par la Rivière des Abénaquis, la municipalité est située près de la rive ouest du Lac des Abénaquis.

## Toponymie
Elle est nommée en l'hommage à sœur Sainte-Aurélie, supérieure des Ursulines à la fin du XIXe siècle.

## Histoire

### Chronologie
- 3 avril 1909 : Érection de la municipalité de Metgermette-Nord.
- 19 février 1932 : La municipalité change de nom pour Sainte-Aurélie.

## Géographie
La rivière des Abénaquis a sa source, le lac des Abénaquis, au sud de la municipalité, le ruisseau rivière des Abénaquis Sud-Ouest reçoit les eaux de la rivière des Abénaquis Sud-Est qui a son crénon au centre de la municipalité.

## Démographie
| 1911 | 1921 | 1931 | 1941 | 1951  |
| ---- | ---- | ---- | ---- | ----- |
| 341  | 575  | 740  | 984  | 1 141 |

| 1956  | 1961  | 1966  | 1971  | 1976  |
| ----- | ----- | ----- | ----- | ----- |
| 1 284 | 1 300 | 1 286 | 1 192 | 1 103 |

| 1981  | 1986 | 1991 | 1996 | 2001 |
| ----- | ---- | ---- | ---- | ---- |
| 1 045 | 999  | 930  | 867  | 928  |

| 2006 | 2011 | 2016 | 2021 | - |
| ---- | ---- | ---- | ---- | - |
| 965  | 910  | 847  | 856  | - |

## Administration
Les élections municipales se font en bloc pour le maire et les six conseillers.
| Sainte-Aurélie Maires depuis 2001                                                                                    |                 |         |          |
| Élection | Maire           | Qualité | Résultat |
| 2001 | Gérard Bélanger |         | Voir     |
| 2005 | Mario Pouliot   |         | Voir     |
| 2009 | Gilles Gaudet   |         | Voir     |
| 2013 | Gilles Gaudet   | Voir    |          |
| 2017 | René Allen      |         | Voir     |
| 2021 | René Allen      | Voir    |          |
| Élection partielle en italique Depuis 2005, les élections sont simultanées dans toutes les municipalités québécoises |                 |         |          |